# Остоє (Мазовецьке воєводство)
Остоє (пол. Ostoje) — село в Польщі, у гміні Морди Седлецького повіту Мазовецького воєводства.
У 1975-1998 роках село належало до Седлецького воєводства.